# 本村和喜
本村 和喜（もとむら かずき、1935年11月12日 - 1991年8月17日）は、日本の政治家。参議院議員（1期）。位階は正五位。勲等は勲三等。派閥は三塚派に所属した。

## 経歴
福岡県北九州市八幡東区生まれ。福岡県立八幡高等学校を経て、立命館大学法学部卒業。大学在学中は、ボクシング部と弁論部に所属し、大学代表として弁論大会に出場することもあった。
1964年、自民党衆議院議員小峰柳多の秘書。のちに参議院議員鬼丸勝之の秘書を経験。
1971年、福岡県議会議員選挙初当選。以後2期務める。
1980年の第12回参議院議員通常選挙と1983年の第13回参議院議員通常選挙に福岡県選挙区から自由民主党公認で立候補するも次点落選。1980年、衆議院議員福田赳夫の秘書となる。
1986年の第14回参議院議員通常選挙に福岡県選挙区から自由民主党公認で立候補し当選。1990年の第2次海部改造内閣の科学技術政務次官に就任。
1991年8月、参議院議員及び科学技術政務次官在任中に、急性心筋梗塞のため、大分県別府市の新別府病院で死去した。55歳没。同年8月20日、特旨を以て位記を追賜され、死没日付をもって正五位勲三等に叙され、旭日中綬章を追贈された。哀悼演説は同年9月11日、参議院本会議で永田良雄により行われた。
本村の死去に伴う欠員補充の補欠選挙は同年9月29日に執行され、自由民主党公認の元防衛施設庁官房審議官であった重富吉之助が当選した。

## 親族
- 甥 本村賢太郎（相模原市長、元民主党衆議院議員、1991年4月から秘書を務めた）